# Relations entre la Bosnie-Herzégovine et l'Union européenne
Les relations entre la Bosnie-Herzégovine et l'Union européenne sont les relations établies officiellement lors de l'indépendance de la Bosnie-Herzégovine en 1992 avec les Communautés européennes (devenues Union européenne).

## Historique

### Indépendance et reconnaissance par les Communautés européennes
À la suite du référendum d'indépendance de la ex-Yougoslavie le 29 février 1992, le pays devient indépendant le 6 avril 1992 et intègre l'Organisation des Nations unies en même temps que la Croatie et la Slovénie. Cependant la minorité serbe du pays appuyée par la République fédérale de Yougoslavie entame des opérations militaires afin de conserver le pays dans la sphère d'influence de la Serbie.

### Guerre de Bosnie-Herzégovine
Le 11 mars 2002, le Conseil adopte l'action commune 2002/210/PESC établissant la mission de police de l'Union européenne en Bosnie-Herzégovine dont le but était de renforcer les dispositifs policiers locaux et étatiques afin de lutter, notamment, contre le crime organisé.

### Mission EUFOR Althea
Le 12 juillet 2004, conformément à l'accord-cadre général pour a paix en Bosnie-Herzégovine (qui contient des dispositions sur l'établissement d'une force militaire multinationale pour mettre en œuvre la paix) et après l'aval du Conseil de sécurité des Nations unies, le Conseil adopte deux actions communes : l'action commune 2004/569/PESC concernant le mandat du représentant spécial de l'UE en Bosnie-et-Herzégovine ; et l'action commune 2004/570/PESC relative à l'opération militaire de l'UE dans ce pays : EUFOR Althea.

## Approfondissement des relations

### Accord de stabilisation et d'association et statut de candidat potentiel
Le pays participe au processus de stabilisation et d'association dans les Balkans et a été reconnue comme candidat potentiel à l'adhésion à l'Union européenne dès 2003. Le 16 juin 2008, un accord de stabilisation et d'association (ASA) est signé après trois ans de négociations, ce qui permet d'intensifier les échanges et de mieux structurer les aides européennes (instruments de préadhésion) et les objectifs du rapprochement des deux entités.

### Demande d'adhésion
Le 15 février 2016, Dragan Čović, président collégial de la Bosnie-Herzégovine, dépose sa demande d'adhésion à l'Union européenne,. En 2017, le pays est également associé à la stratégie pour les Balkans occidentaux destinée à accélérer la stabilisation et l'intégration de la région au sein de l'UE.
Le 15 décembre 2022, le Conseil européen reconnait le statut de candidat de la Bosnie-Herzégovine. Le 21 mars 2024, les 27 dirigeants de l’UE ont donné leur accord à l’ouverture des négociations d’adhésion à l’Union européenne avec la Bosnie-Herzégovine.

## Sources

## Compléments